# Marquesado de Riocabado
El marquesado de Riocabado es un título nobiliario español creado por el rey Carlos III de España en favor de Manuel Fernando de Velasco y Sánchez-Arjona, señor de los mayorazgos de su familia en Extremadura, caballero de la Orden de Santiago, coronel de los Reales Ejércitos y regidor perpetuo de Fregenal de la Sierra, mediante real decreto del 9 de septiembre de 1786 y real despacho expedido el 12 de noviembre del mismo año, con el vizcondado previo de la Alameda.

## Denominación
Su nombre hace referencia a la localidad de Riocabado, en la provincia de Ávila.

## Marqueses de Riocabado
|                         | Titular                                                | Periodo                 |
| Creación por Carlos III | Creación por Carlos III                                | Creación por Carlos III |
| ----------------------- | ------------------------------------------------------ | ----------------------- |
| I                       | Manuel Fernando de Velasco y Sánchez-Arjona            | 1786-1798               |
| II                      | Ignacio de Velasco y Colón                             | 1798-1827               |
| III                     | Manuel de Velasco y Gutiérrez (de la Barreda)          | 1858-1882               |
| IV                      | Manuel de Velasco y Jaraquemada                        | 1882-1912               |
| V                       | Manuel de Velasco y Solís Jaraquemada y Cabeza de Vaca | 1913-1930               |
| VI                      | Manuel de Velasco y Solís Solís y Tovar                | 1949-1979               |
| VII                     | Manuel José de Velasco y Mena Solís y de la Puente     | 1982-actual titular     |

## Historia de los marqueses de Riocabado
- Manuel Fernando de Velasco y Sánchez-Arjona Messía Tinoco Ponce de León Jaraquemada y Revasco (Santa Ana, Fregenal de la Sierra, 15 de marzo de 1740-26 de octubre de 1798), I vizconde de la Alameda y luego I marqués de Riocabado, señor de los mayorazgos de su familia en Extremadura, caballero de la Orden de Santiago, coronel de los Reales Ejércitos y regidor perpetuo de Fregenal de la Sierra.[3][2]

Casó el 25 de abril de 1784, en la Iglesia de los Santos Justo y Pastor, Madrid, con María Josefa Colón y Ximénez de Embún (San Juan, Madrid, 26 de noviembre de 1754-Santa Ana, Fregenal de la Sierra, 11/12 de junio de 1821), hija de Pedro Colón de Larreátegui y Angulo, decano y gobernador del Consejo de Castilla y caballero de la Orden de Alcántara, y de su esposa María Antonia Ximénez de Embún y Mateo. Le sucedió su hijo:
- Ignacio de Velasco y Colón (Santa Ana, Fregenal de la Sierra, 22 de enero de 1785-Fregenal de la Sierra, 3 de marzo de 1827), II marqués de Riocabado, último señor de los mayorazgos de su familia en Extremadura, caballero de la Real Maestranza de Caballería de Granada el 6 de junio de 1809.[6]

Casó el 30 de enero de 1815, en Villafranca de los Barros, con Luisa Josefa Gutiérrez de la Barreda y Muñoz (Villafranca de los Barros, 28 de noviembre de 1795-Fregenal de la Sierra, 11 de junio de 1869), hija de Fernando Gutiérrez de la Barreda y Cabrera, alférez mayor de Villafranca de los Barros y caballero de la Real Maestranza de Caballería de Granada, y de su esposa María Luisa Muñoz y Perero. El 31 de diciembre de 1858 le sucedió su hijo:
- Manuel de Velasco y Gutiérrez (de la Barreda) (Santa Ana, Fregenal de la Sierra, 5 de septiembre de 1818-Fregenal de la Sierra, 28 de marzo de 1882), III marqués de Riocabado.[7][8]

Casó el 18 de junio de 1841, en Santa Ana, Fregenal de la Sierra, con su prima hermana Antonia de Jaraquemada y Gutiérrez (Villafranca de los Barros, 28 de noviembre de 1817-Fregenal de la Sierra, 3 de julio de 1883), hija de Álvaro de Jaraquemada y Navia Osorio y de su esposa Paula Gutiérrez y Muñoz. El 7 de noviembre de 1882 le sucedió su hijo:
- Manuel de Velasco y Jaraquemada (Santa Ana, Fregenal de la Sierra, 21 de enero de 1847-Fregenal de la Sierra, 17 de abril de 1912), IV marqués de Riocabado, caballero de la Real Maestranza de Caballería de Ronda, gran cruz de la Orden de Isabel la Católica, fundador, propietario y director del periódico El eco de Fregenal. En 1906 ostentó la representación del rey en la coronación canónica de la Virgen de los Remedios, patrona de Fregenal de la Sierra.[7][9]

Casó el 18 de octubre de 1883, en Villafranca de los Barros, con María de los Dolores de Solís y Cabeza de Vaca (1856-Fregenal de la Sierra, 20 de octubre de 1920), hija de Felipe de Solís y Carrasco y de su esposa Casimira Cabeza de Vaca y Laguna. El 30 de junio de 1913 le sucedió su hijo:
- Manuel de Velasco y Solís Jaraquemada y Cabeza de Vaca (Fregenal de la Sierra, 28 de marzo de 1887-Villafranca de los Barros, 10 de diciembre de 1930), V marqués de Riocabado,[10][11] hermano de Gonzalo de Velasco y Solís, XI marqués de Torre Orgaz.

Casó el 25 de marzo de 1912 (o 2 de marzo de 1911 según otra fuente), en Fregenal de la Sierra, con su prima hermana Ana Luisa de Solís y Tovar (n. 1885), hija de Manuel de Solís y Cabeza de Vaca y de su esposa Luisa de Tovar y Rico. El 18 de junio de 1949 le sucedió su hijo:
- Manuel de Velasco y Solís Solís y Tovar (Villafranca de los Barros, 23 de diciembre de 1913-La Coruña, 22 de noviembre de 1979), VI marqués de Riocabado.[12][13]

Casó el 10 de enero de 1946, en Bouzas, Vigo, con María de los Dolores Mena de la Puente (n. San Fernando, 22 de enero de 1926), hija del marino Alfonso Mena Deudero y de su esposa Teresa de la Puente Rojas. El 5 de diciembre de 1982 le sucedió su hijo:
- Manuel José de Velasco y Mena Solís y de la Puente (n. La Coruña, 22 de abril de 1963), VII marqués de Riocabado.[15]

Soltero y sin sucesión.